# Tokyo Game Show
Le Tokyo Game Show (TGS) est un salon de jeu vidéo ayant lieu tous les ans depuis 1996 en septembre au Makuhari Messe de Chiba non loin de Tokyo. Il est organisé par le Computer Entertainment Supplier's Association (CESA).
Le premier jour du salon, un vendredi, est toujours réservé aux professionnels du secteur alors que les deux jours suivants sont ouverts au public.
Autrefois, ce salon était semestriel. La session de printemps a été arrêtée par un manque de participation dû aux coûts d’organisation en constante augmentation et au fait qu'il était trop proche du salon de l'E3.

## Affluences
| Année | Date                   | Visiteurs          | Exposants (pays) |
| ----- | ---------------------- | ------------------ | ---------------- |
| 2003  | 27-28 septembre        | 150 089            | 120              |
| 2004  | 24-26 septembre        | 160 096            | 111              |
| 2005  | 16-18 septembre        | 176 056            | 131              |
| 2006  | 20-23 septembre        | 192 411            | 140              |
| 2007  | 20-23 septembre        | 193 040            | 217 (19)         |
| 2008  | 9-12 octobre           | 194 288            | 209 (14)         |
| 2009  | 24-27 septembre        | 185 030            | 180 (18)         |
| 2010  | 16-19 septembre        | 207 647            | 194 (14)         |
| 2011  | 15-18 septembre        | 222 668            |                  |
| 2012  | 20-23 septembre        | 223 753            | 209 (19)         |
| 2013  | 19-22 septembre        | 270 197            | 352 (33)         |
| 2014  | 18-21 septembre        | 251 832            |                  |
| 2015  | 17-20 septembre        | 268 446            |                  |
| 2016  | 15-18 septembre        | 271 224            | 614              |
| 2017  | 21-24 septembre        | 254 311            |                  |
| 2018  | 20-23 septembre        | 298 690            |                  |
| 2019  | 12-15 septembre        | 262 076            |                  |
| 2020  | 23-27 septembre        | Événement en ligne |                  |
| 2021  | 30 septembre-3 octobre | Événement en ligne |                  |
| 2022  | 15-18 septembre        | 138 192            | 605              |
| 2023  | 21-24 septembre        | 243 238            | 787              |
| 2024  | 26-29 septembre        | 274 739            | 985              |

Évolution du nombre de visiteurs au Tokyo Game Show

## Éditions

### 2004
Faits marquants :
- La présentation de la première console portable de Sony, la PSP, avec un catalogue de jeux assez important (15 jeux, jouables pour la plupart)
- La multitude de jeu de rôle en ligne massivement multijoueur et notamment ceux venant de Corée (Lineage II, Ragnarok, A3, etc.)
- La percée sensible du jeu sur PC qui était largement marginal quelques années auparavant

### 2006
Faits marquants :
- La présentation de la PlayStation 3 de Sony, avec des démos jouable des premiers jeux à fonction gyroscopique (Warhawk et Lair)
- Absence de la Wii

### 2011
Faits marquants :
- La présentation de la PS Vita et info sur la date de sortie au Japon
- Moins de jeux qu'auparavant mais de meilleurs qualités
- Édition des jeux d'Electronics Arts au Japon par Sega
- Asura's Wrath (Capcom, PS3/360)
- The Legend of Heroes : Ao no Kiseki (Falcom, PSP)
- Mobile Suit Gundam Extreme Vs. (Bandai Namco, PS3)
- Dragon's Dogma (Capcom, PS3/360)
- Binary Domain (Sega, PS3/360)
- Battlefield 3 (Electronic Arts, PS3/360/PC)
- Phantasy Star Online 2 (Sega, PC)
- Final Fantasy XIII-2 (Square Enix, PS3/360)
- Final Fantasy Type-0 (Square Enix, PSP)
- Monster Hunter 3G (Capcom, 3DS)